# Nahui
Nahui è un romanzo di Pino Cacucci del 2005 basato sulla vita di Carmen Mondragón.
Edito da Feltrinelli ha vinto il secondo premio all'edizione 2006 del Premio letterario Fenice-Europa. 